# Fuente Wallace

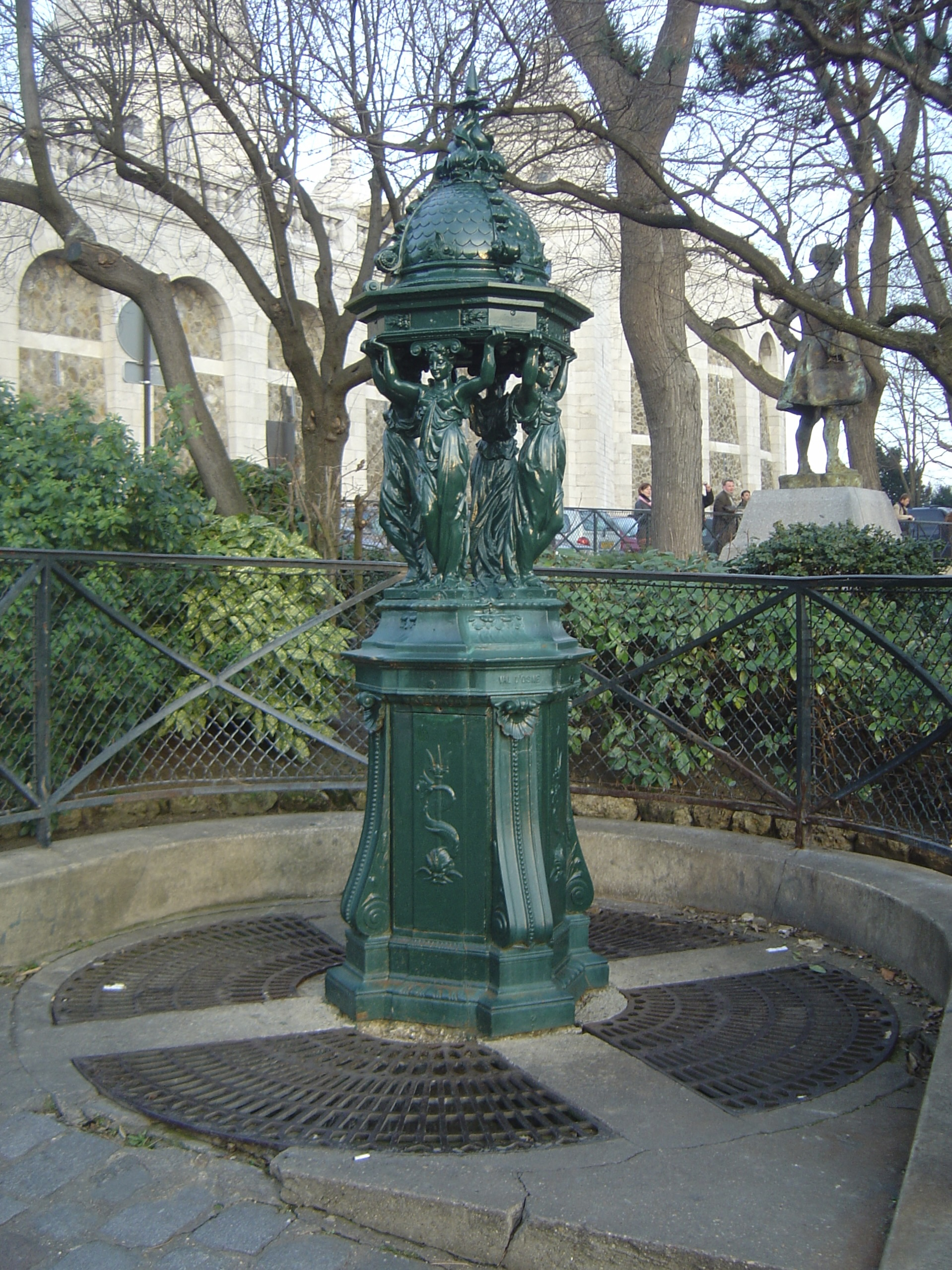
Fuente Wallace en Montmartre, París (Francia).

Las fuentes Wallace son un tipo de fuente pública, de agua potable, presentes en diversos países del mundo. Diseñadas por Charles-Auguste Lebourg, llevan el nombre de Sir Richard Wallace, el filántropo británico que financió su construcción. Son asociadas habitualmente con la imagen de París, ya que fue en esta ciudad donde se instalaron por vez primera y donde se encuentran en mayor número. La primera se inauguró en agosto de 1872 en el bulevar de la Villette y aun siguen fabricándose hoy en día.

## Historia
Desde 1870, París vive tiempo difíciles: la guerra de 1870 declarada por Napoleón III contra Prusia, el episodio de la Comuna, los bombardeos de la ciudad. A pesar de todo la ciudad fue reconstruida con rapidez gracias, en parte, a las actuaciones filantrópicas de la burguesía de la época.
Uno de estos filántropos fue Richard Wallace. Heredero de una gran fortuna decidió ponerla al servicio de la ciudad lo que le valió una gran popularidad. Aunque sus actuaciones no se limitaron a las fuentes, financió un hospital y se encargó de repartir víveres en la ciudad asediada por los prusianos, éstas son las que le reportaron más fama. Las fuentes surgen por el aumento del precio del agua lo que impedía a las clases de bajo poder económico acceder a ella. Eso, además de generar problemas de higiene llevó a muchos a sustituirla por el vino (mucho más barato) generando graves problemas sociales. Sin embargo, Wallace no sólo pretendía solventar un problema de salud pública sino que buscaba hacerlo de la forma más artística posible de tal forma que las fuentes sirvieran también como elemento ornamental.

## Diseño
Richard Wallace diseñó varios modelos de sus fuentes partiendo de cuatro ideas básicas:
- El tamaño: debían ser lo suficientemente grandes como para ser vistas de lejos, pero sin serlo demasiado para no romper la armonía del paisaje urbano.
- La forma: debían combinar utilidad y estética.
- El precio: debía ser razonable para permitir instalar un gran número de ejemplares.
- El material utilizado: debía ser resistente, fácil de trabajar y cómodo de mantener.

El ayuntamiento de París decidió el color, un verde oscuro similar al que ya lucía el resto del mobiliario urbano de la época. Por su parte, el ingeniero Eugène Belgrand se encargó de buscar las mejores ubicaciones posibles.
El material finalmente elegido fue el hierro fundido dado que era económico, fácil de trabajar, robusto y de uso muy corriente. La construcción de las fuentes sería obra de las fundiciones de Val d'Osne, situadas en Haute-Marne, cerca de Saint-Dizier. De hecho, la firma de la empresa se puede aún encontrar en la base de los ejemplares más antiguos. Más tarde la producción (que sigue en la actualidad) se trasladaría a Sommevoire (Haute-Marne) quedando en manos de la sociedad Générale d'hydraulique et de mécanique.
El escultor Charles-Auguste Lebourg fue el encargado de plasmar artísticamente el proyecto de Wallace.

## Modelos

### Modelo grande
Mide 2,71 m de altura y pesa 610 kg. Este modelo fue el más habitual y por ello el más conocido. Se inspiró en la también parisina Fuente de los Inocentes.
Tiene una base octogonal sobre la que reposan la figura de cuatro cariátides que sujetan con ambas manos y sus cabezas una cúpula adornada con un pico y delfines. Aunque puedan parecer idénticas, las cuatro esculturas tienen algún detalle que las diferencia de las demás. Representan la Bondad, la Simplicidad, la Caridad y la Sobriedad. Simplicidad y Sobriedad tienen los ojos cerrados, mientras que Bondad y Caridad los tienen abiertos. Representan además las cuatro estaciones: Simplicidad la primavera, Caridad el verano, Sobriedad el otoño y Bondad el invierno.
El agua se distribuye por goteo desde el centro de la cúpula y, a continuación, cae en un cuenco que está protegido por una valla. Para facilitar el consumo del agua contó con unos recipientes metálicos unidos a la fuente por una pequeña cadena. En 1952 fueron suprimidos por razones higiénicas.

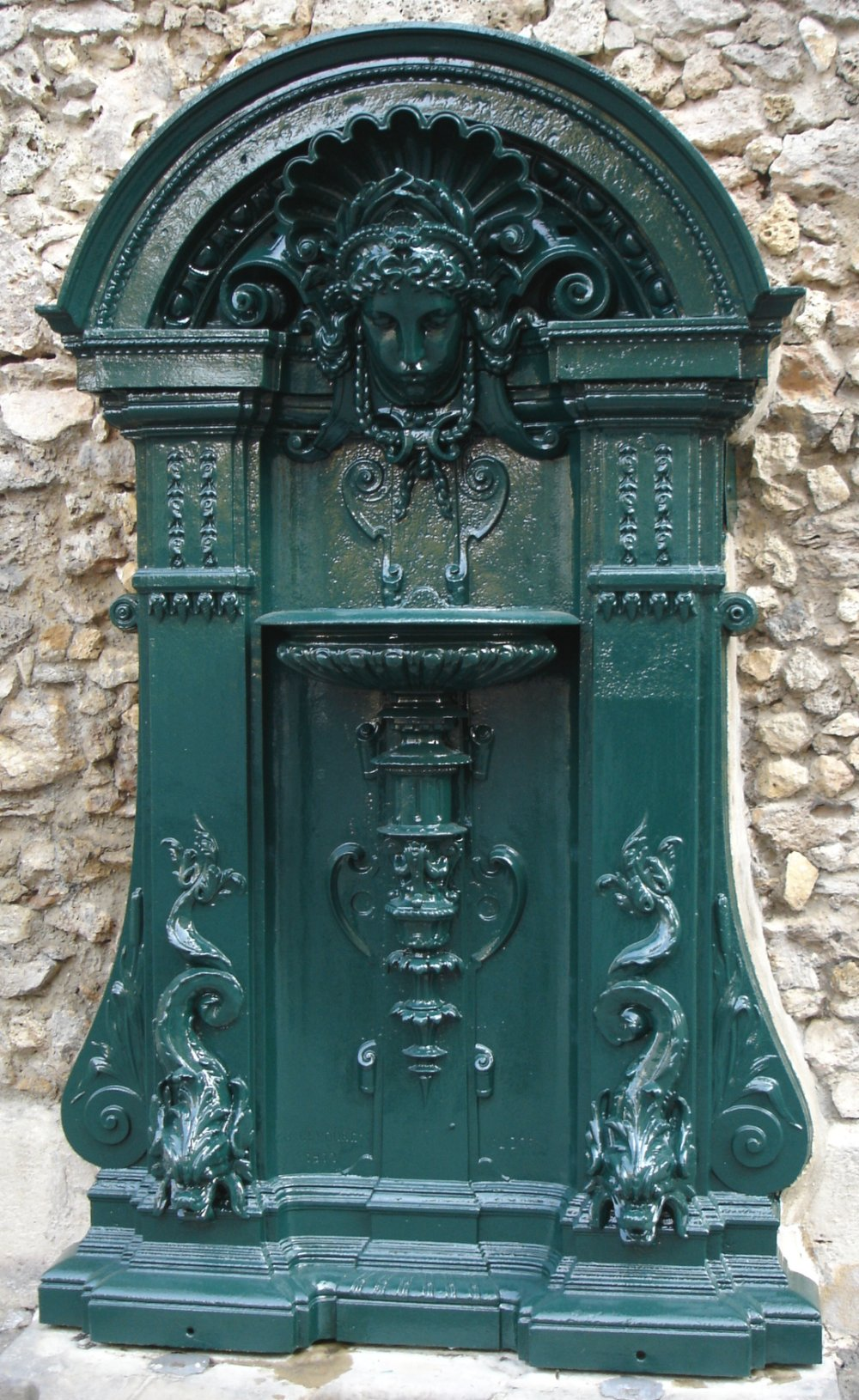
Modelo adosado.

### Modelo adosado
Mide 1,96 m de altura y pesa 300 kg. En él, el rostro de una náyade encajado en un frontón semicircular sirve para ofrecer un pequeño chorro de agua que cae en una cuenco central. Dos pilares adornados por figuras fantásticas completan la obra. Este modelo también disponía de dos recipientes metálicos para facilitar el consumo del agua, aunque los mismos fueron retirados en 1952, como ya pasara con el modelo anterior y por idénticas razones.
Aunque en un principio la idea era colocar esta versión de la fuente en zonas muy concurridas como hospitales, cuarteles, estaciones de tren, etc., este propósito no se llevó a cabo y hoy en día únicamente se conserva un ejemplar de este modelo situado en la Rue Geoffroy-Saint-Hilaire (V Distrito).

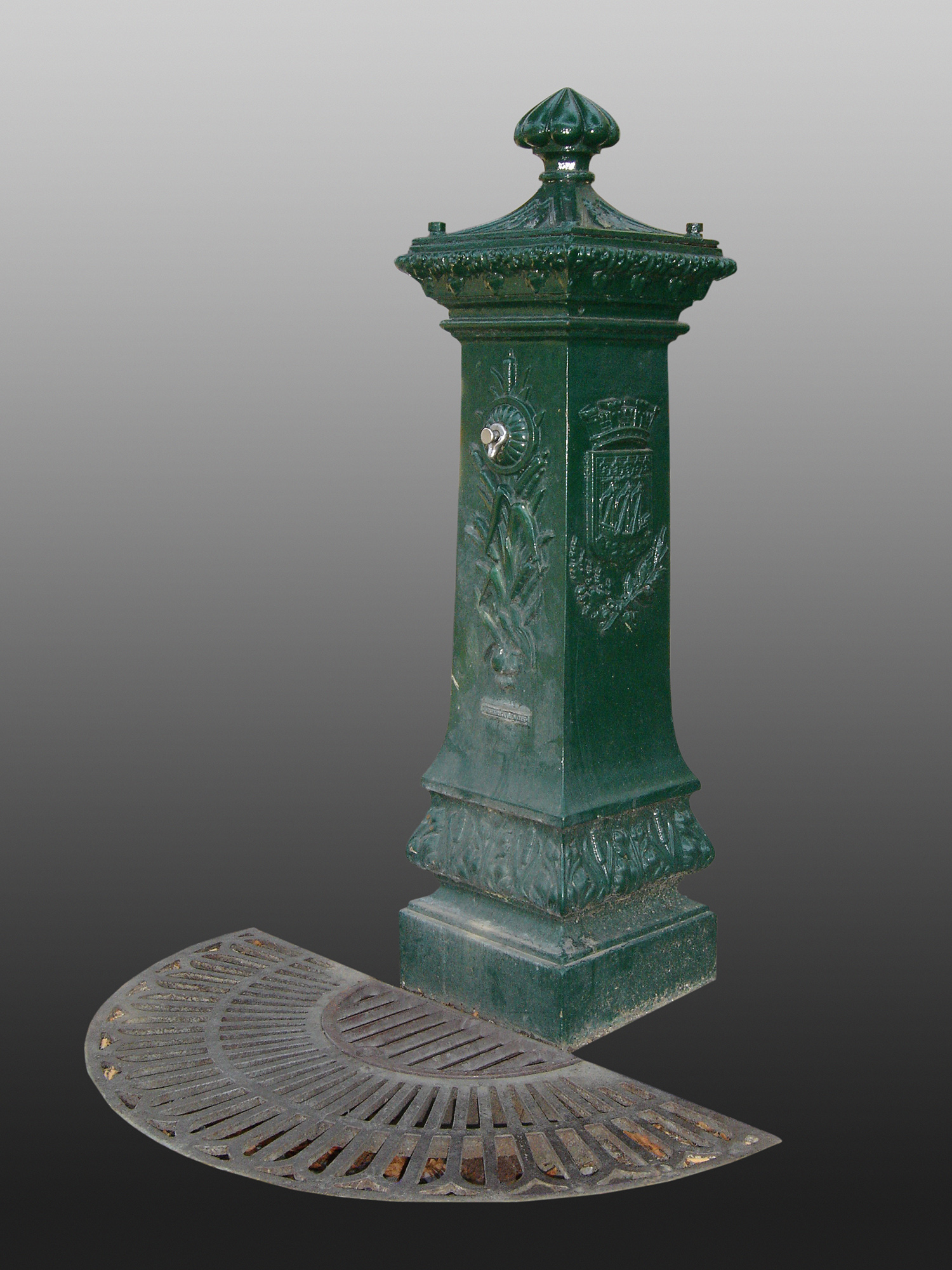
Modelo pequeño.

### Modelo pequeño
Mide 1,32 m de altura y pesa 130 kg. Son simples puntos de agua que se activan presionando el grifo que poseen. Es frecuente encontrarlos en los parques y jardines públicos de París. Están adornados con el escudo de la ciudad (a excepción de la que se encuentra en la Plaza de los Inválidos).
A diferencia de los modelos anteriores, estos fueron financiados en su totalidad por el ayuntamiento de París gracias, principalmente, a su bajo coste. De hecho, Wallace no participó en el diseño.

### Modelo columna

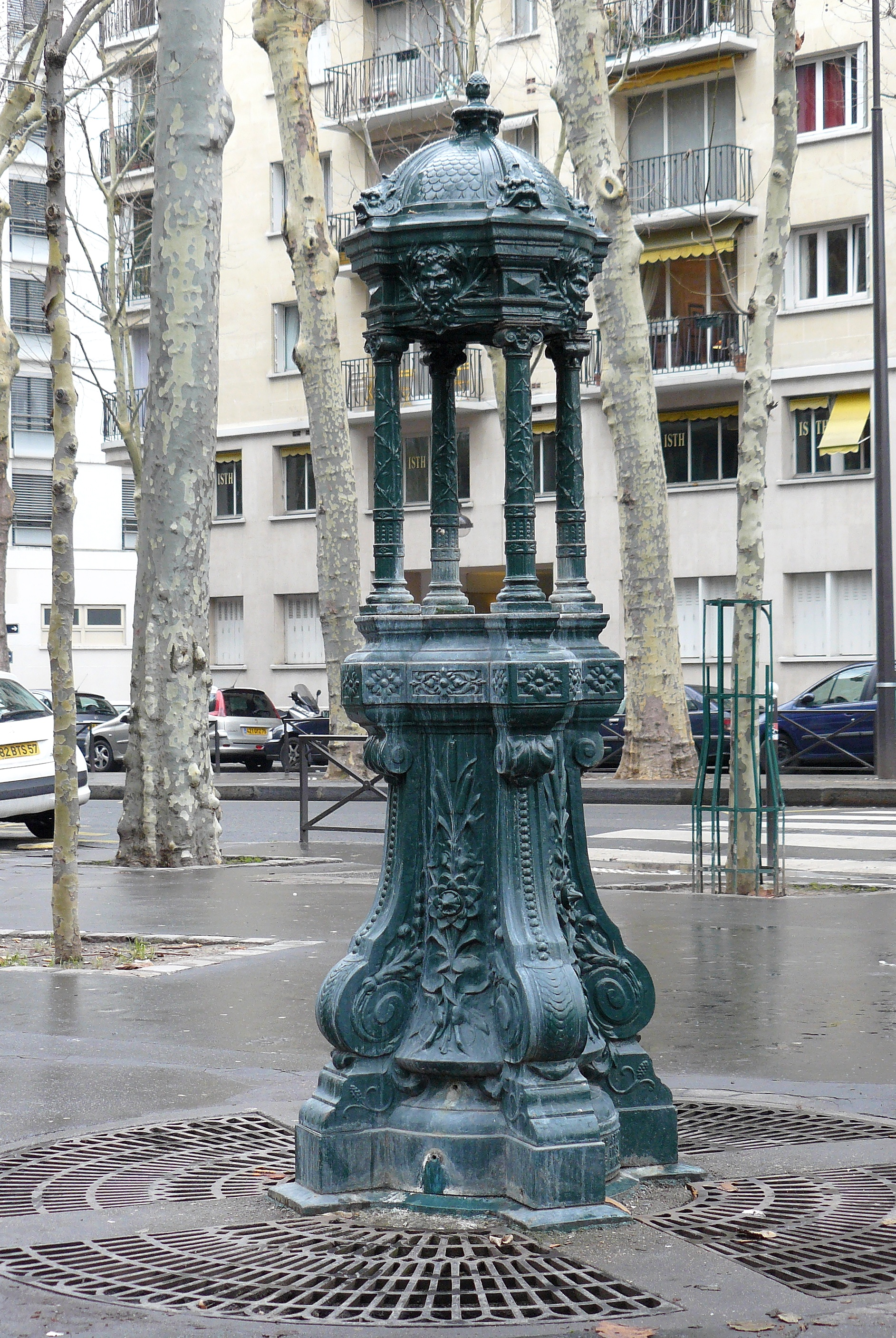
Modelo columna.

Mide 2,50 m de altura y pesa algo más de 500 kg. Este modelo es posterior a los tres anteriormente citados. Es una versión simplificada del modelo grande, de altura similar pero sin las cuatro cariátides características. Estas son sustituidas por finas columnas. Los cambios buscaban reducir el coste de producción de las fuentes. De este modelo se fabricaron aproximadamente unas treinta unidades, aunque en la actualidad sólo se conservan dos: uno rue de Rémusat (XVI Distrito), y otro avenue des Ternes (XVII Distrito).

## Las fuentes en la actualidad
En la actualidad la gran mayoría de las fuentes presentes en la ciudad siguen ofreciendo agua potable a quién las quiera usar. Están operativas entre el 15 de marzo y el 15 de noviembre cerrándose en invierno para evitar que las heladas dañen sus tuberías. Están sujetas a un mantenimiento frecuente y repintadas cada dos años. Los ejemplares más recientes datan del año 2000 cuando se instalaron tres nuevas fuentes. Curiosamente no forman parte del catálogo de monumentos históricos.

## Ubicación de las fuentes

### Francia
Aunque París sea el punto donde se encuentran más fuentes Wallace, hay cerca de un centenar de ellas, no es el único lugar de la geografía francesa donde existen. Fuera de la capital se contabilizan cerca de 50 ejemplares. Burdeos, Nantes, Pau, o Toulouse son algunas de las ciudades francesas con mayor número.

### Resto del mundo
Fuera de Francia y repartidas por medio mundo, existen también fuentes Wallace. Así se pueden ver ejemplares en España (en Vitoria, San Sebastián, Ferrol y Barcelona), en Estados Unidos (en Nueva Orleans), en Gran Bretaña (en Londres), en Portugal (en Lisboa), en Uruguay (en Montevideo), en Canadá (en Montreal), en Suiza (en Zúrich), Brasil (en Río de Janeiro) y en Alemania (en Burscheid).

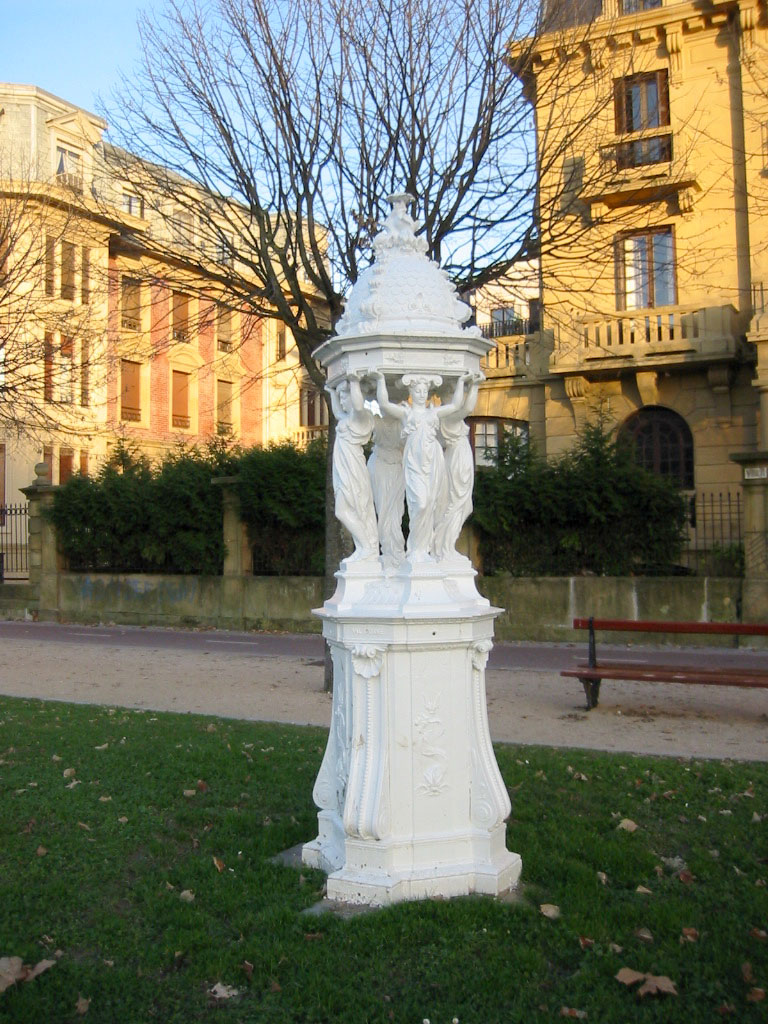
San Sebastián (España)
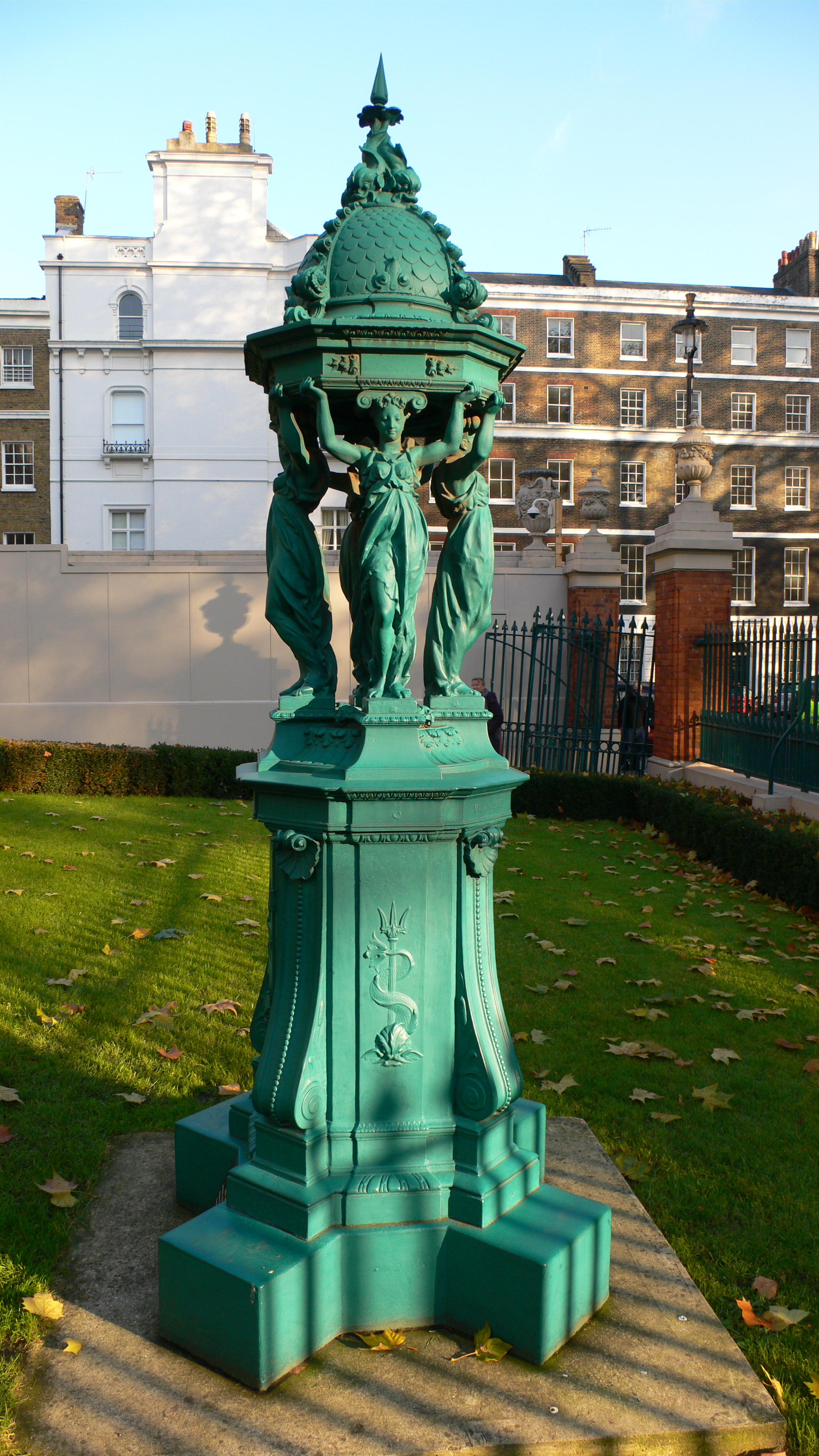
Londres (Reino Unido)
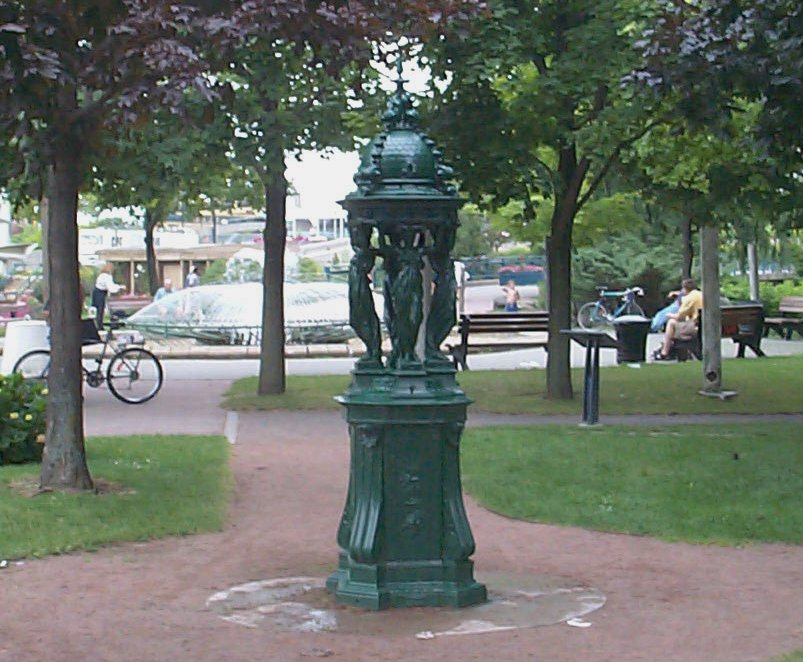
Montreal (Canadá)
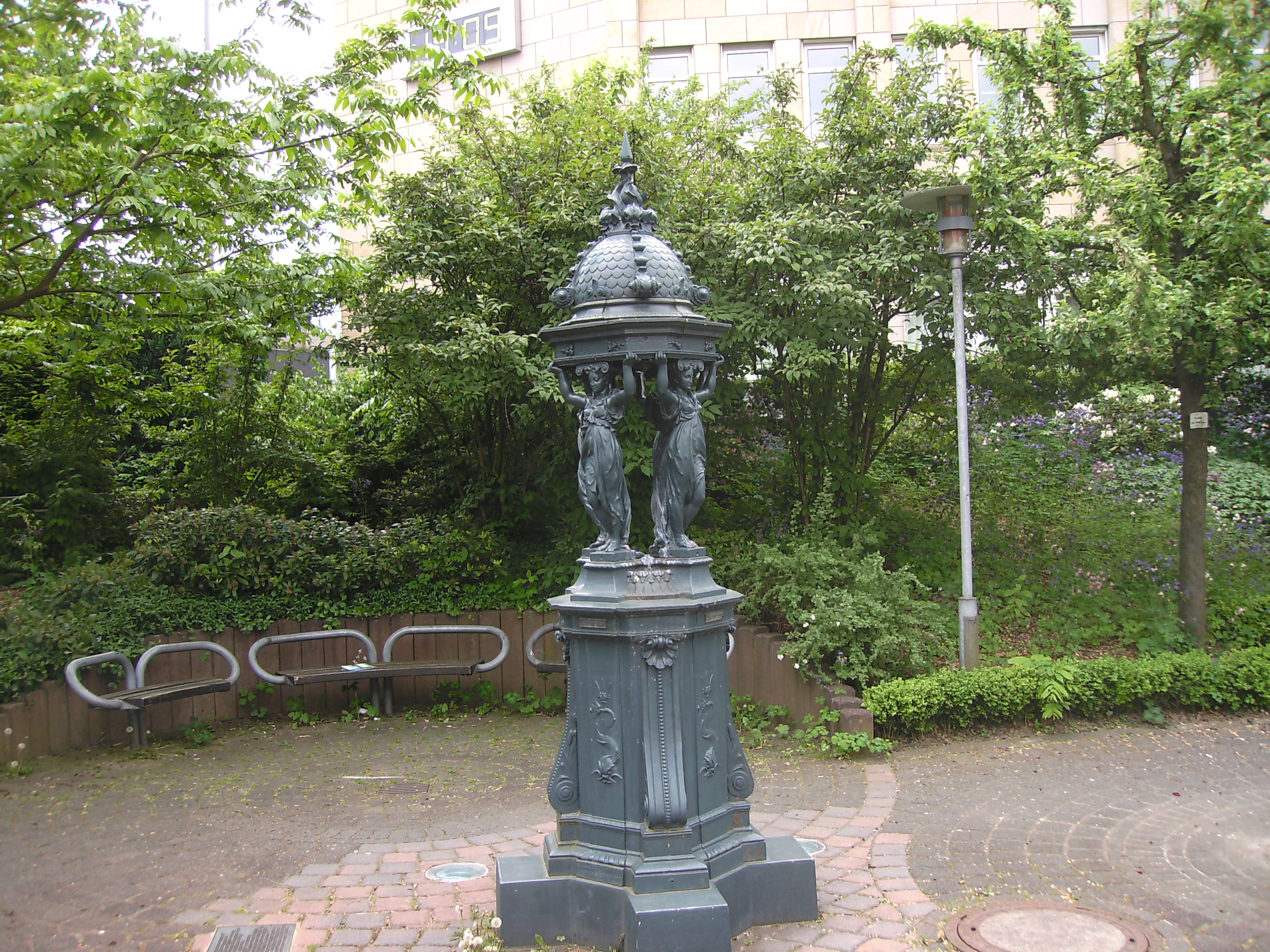
Burscheid (Alemania)
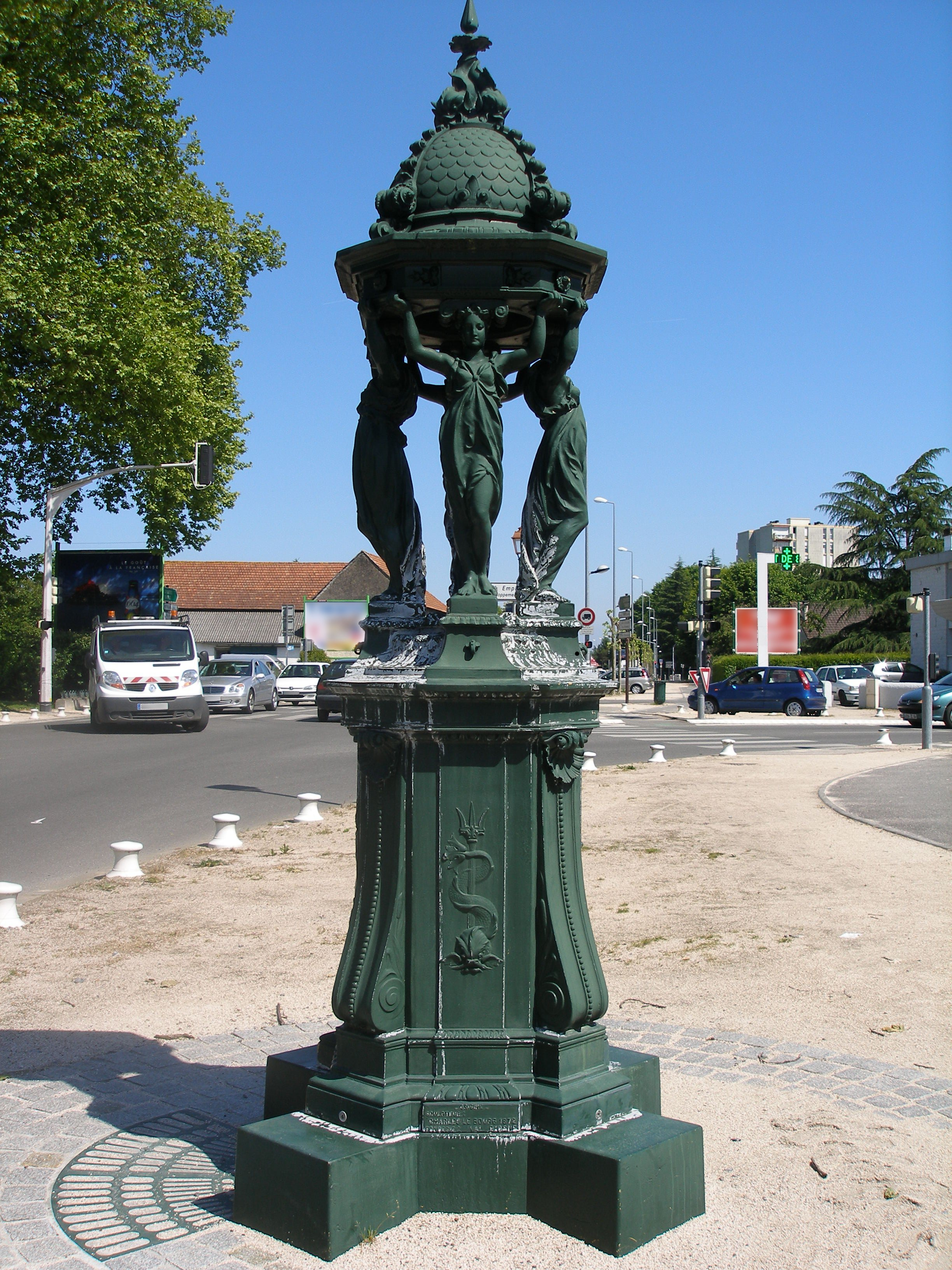
Pau (Francia)
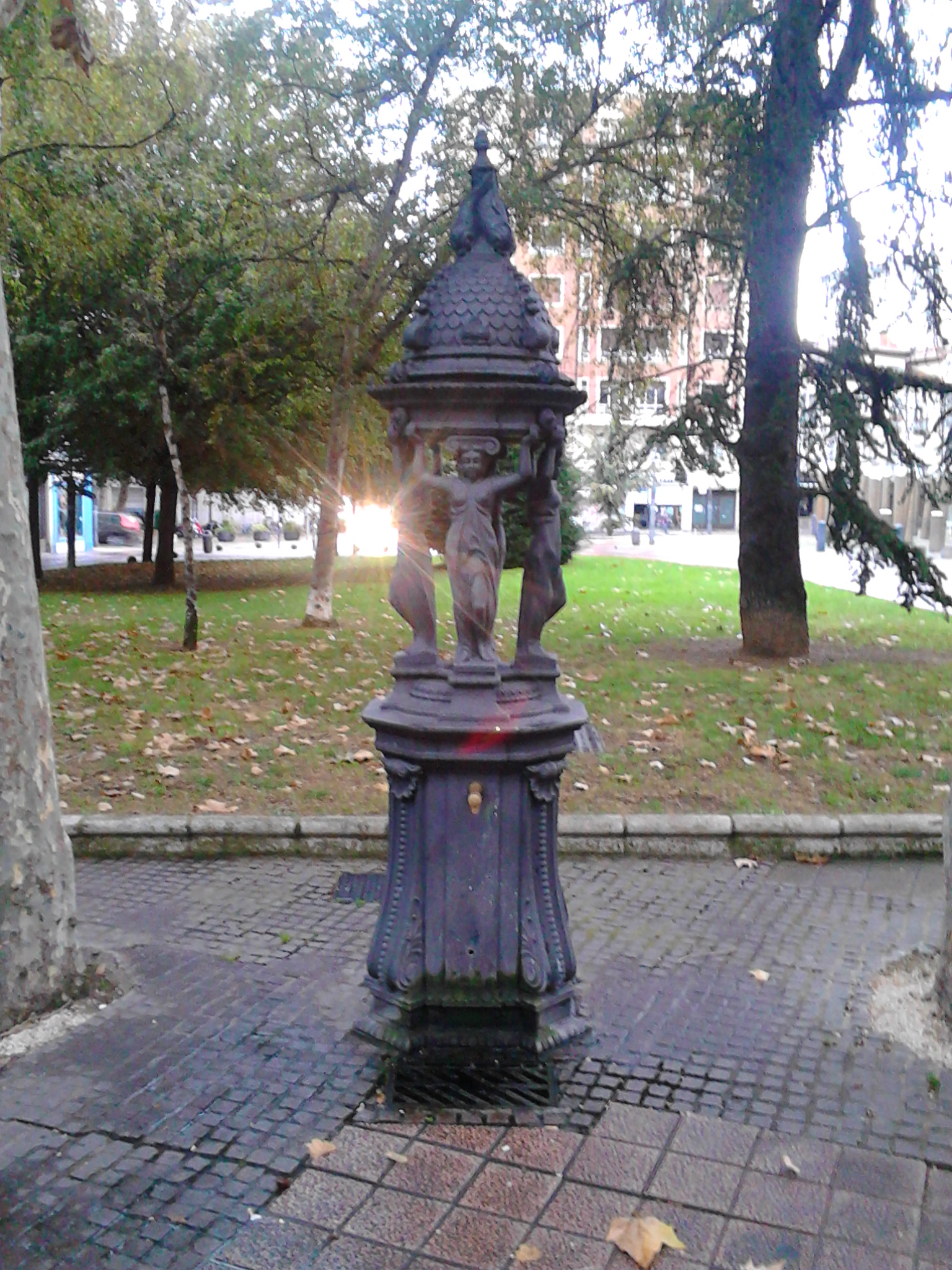
Vitoria (España)
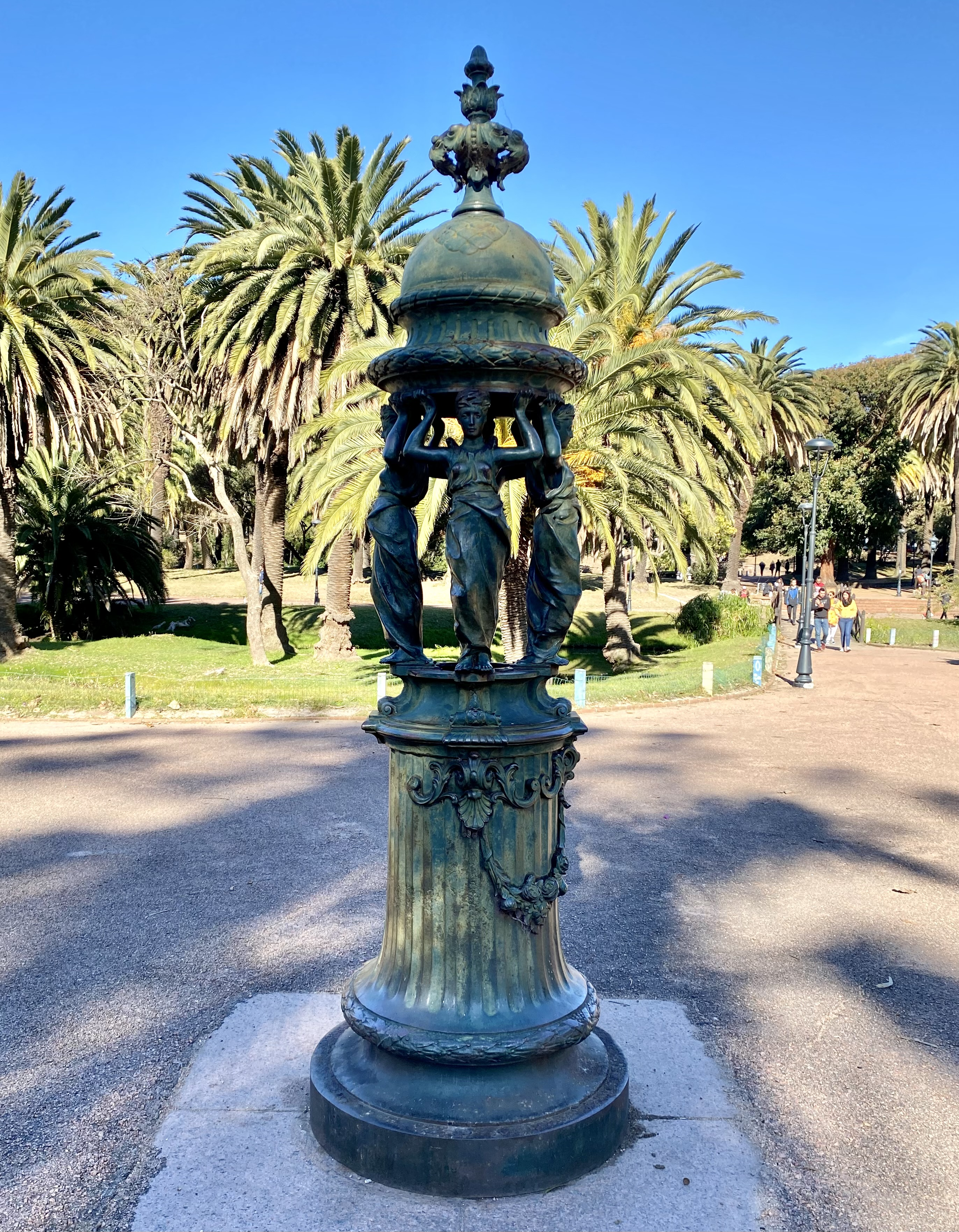
Montevideo (Uruguay)
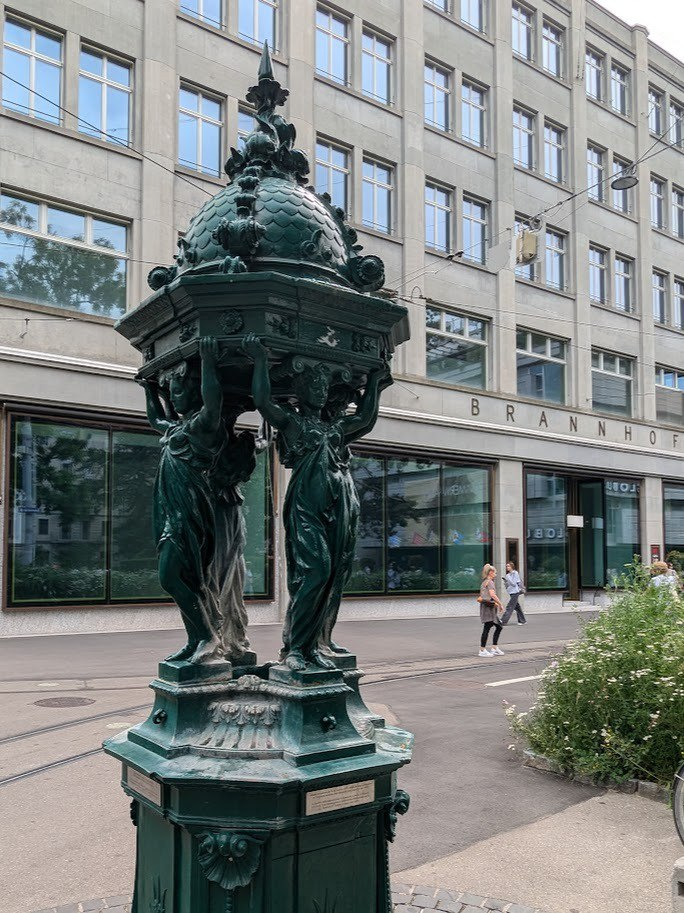
Zurich (Suiza)
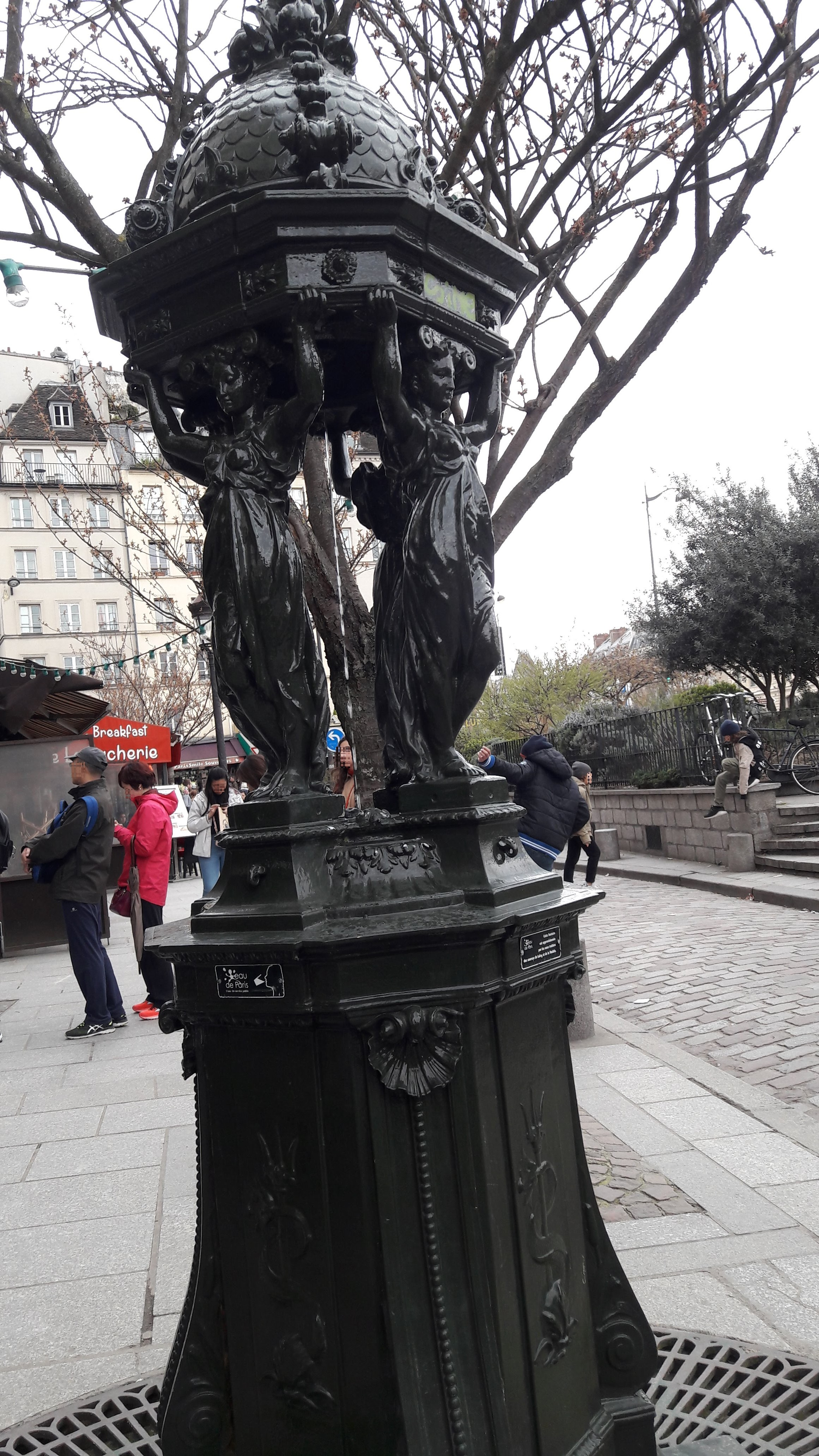
París (Francia)